# باغات (ازبکستان)
باغات (ازبکی: Bogʻot, Боғот; روسی: Багат) یکی از روستاهای ازبکستان و مرکز ناحیه باغات است. باغات ۴٬۵۲۴ نفر جمعیت دارد.